# Jasenova (Czarnogóra)
Jasenova (cyr. Јасенова) – wieś w Czarnogórze, w gminie Kolašin. W 2011 roku liczyła 31 mieszkańców.